# Tlaxcala (město)
Tlaxcala, celým názvem Tlaxcala de Xicohténcatl, je hlavní město stejnojmenného státu. K roku 2020 ve městě žilo 13 555 obyvatel. Vzniklo 3. října 1525. Leží v nadmořské výšce 2 239 m n. m.
V předkolumbovské Americe město neexistovalo; bylo založeno Španěly jako místní centrum pro evangelizaci regionu.